# Farsetia occidentalis
Farsetia occidentalis är en korsblommig växtart som beskrevs av Brian Laurence Burtt. Farsetia occidentalis ingår i släktet Farsetia och familjen korsblommiga växter. Inga underarter finns listade i Catalogue of Life.